# Barcelona Negra

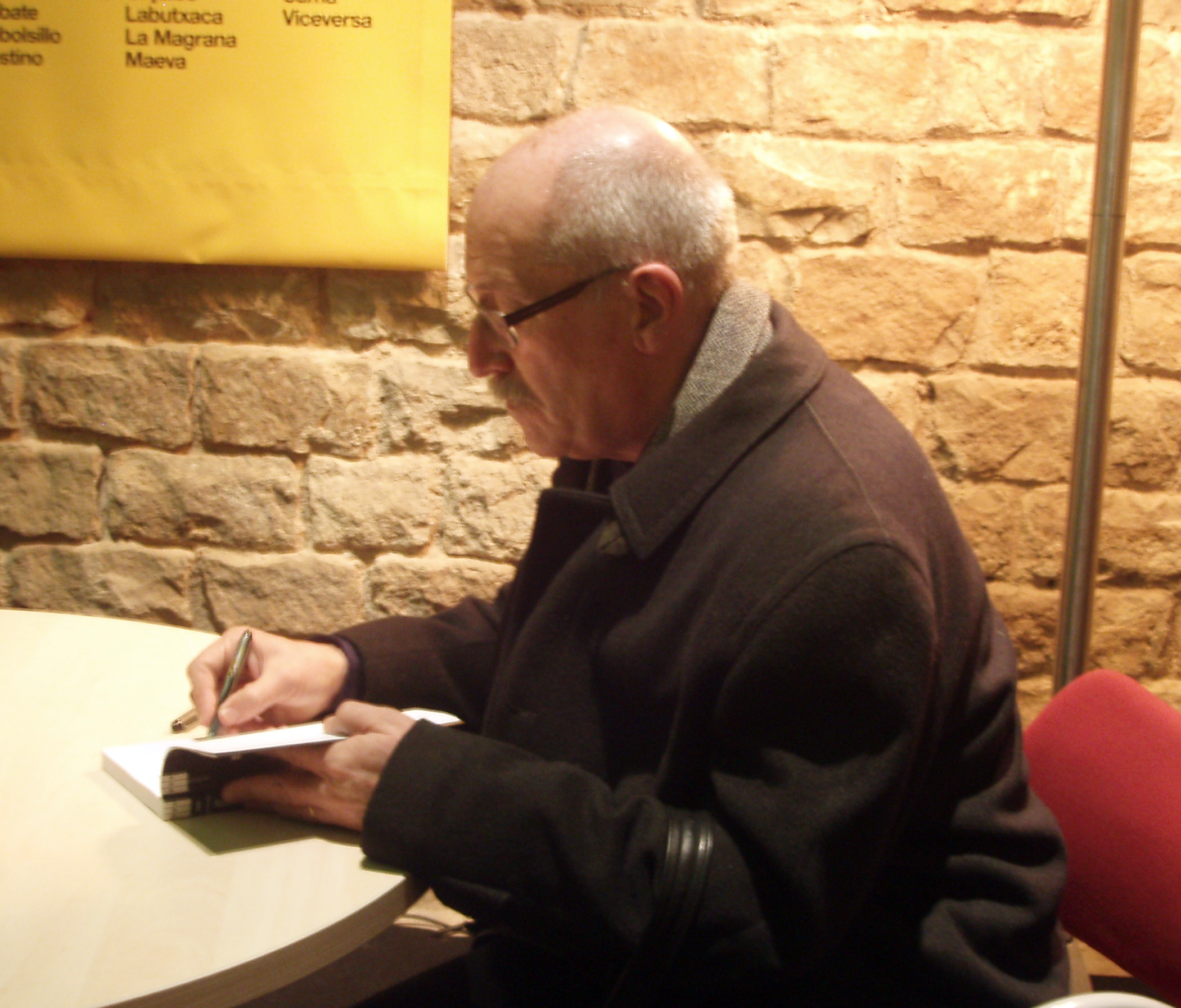
Andreu Martín signant llibres en l'edició 2013 de BCNegra.

Barcelona Negra, més conegut com a BCNegra, és una trobada literària nascuda l'any 2005 per iniciativa del llibreter Paco Camarasa.
Se celebra a Barcelona de manera ininterrompuda cada any entre els dies 30 de gener i 8 de febrer.

## Origen
El llibreter Paco Camarasa, fundador i propietari de la Llibreria Negra i Criminal de Barcelona, va començar l'any 2005, aprofitant que l'Ajuntament de Barcelona celebrava l'Any del Llibre.
El primer any es va dedicar a la memòria de Manuel Vázquez Montalbán. Aquestes trobades van ser un èxit de públic, animant al llibreter a proposar l'organització d'una setmana dedicada al gènere negre.

## Esdeveniments
L´Ajuntament de Barcelona posa traductors, biblioteques i altres espais a disposició d´aquestes jornades, i les editorials gestionen la participació dels seus autors. L'últim any (2023) va comptar amb un pressupost de 95.000 euros, força més baix del que disposa la Setmana Negra de Gijón.